# フアスカ
フアスカ（Huaska）は、2002年にブラジル・サンパウロで結成されたロックバンド。

## バイオグラフィ
今までに3枚のフルアルバム、1枚のEPをリリース。 楽曲の中で彼らは、サンバやボサノヴァといったブラジルの伝統的な音楽へ、ロック・オルタナティブメタルの側面からアプローチする…という実験を行っている。また、パーカッション系の楽器を多用しているのも特長である。 
2003年、バンドは5曲入りEP「Mimosa Hostilis」をリリース。 この中で彼らは、オルタナティブメタルとアコースティックギターのサウンドをうまく絡め合わせ、サンバの楽曲を生み出している(トラック3「Voyeur」)。 2006年、バンドはデビューアルバム「E chá de erva doce」をリリース。このアルバムには、ブラジルの伝統的な音調にメタル・ハードコア要素をうまくブレンドした楽曲が多く収録されている。 なお、このアルバムに収録されている「Sobre Você」「Nada em Você」といった曲で培われたアイデアは、今後のアルバムに繋がる大事な要素となっていく。
2ndアルバム「Bossa Nenhuma」は2009年にリリースされた。このアルバムからは「Menos Eu」「O Machete」「Quando o Amor Morreu」の3曲がシングルカットされた。 それらの曲から我々は明確に、ブラジル音楽と融合を果たしたロックの形を感じ取ることができる。また、カヴァキーニョやパンデイロ、スルド、クイーカなどの代表的なブラジル民族楽器、タンバリン等も使い始める。
3rdアルバムとなる「Samba de Preto」は、2012年1月12日にリリースされた。 「Foi-se」（※このアルバムからの1stシングル）このアルバムは恐らく、バンドにとって最重要なものである。 エルザ・ソアレス(BBCロンドンから"Best Singer of the Millennium"を授与された、ブラジルの伝説的歌手)とのコラボレーションは、このアルバムのタイトルトラックである「Samba de Preto」にて聴くことができる。 
「Ainda Não Acabou」に収録されているピアノは、ブラジル出身のプロデューサー、アレンジャー兼ピアニストのエウミール・デオダートによる演奏である。彼は500を超えるアルバムに参加しており、クール・ザ・ギャングやビョーク、フランク・シナトラ等との仕事でよく知られている。 デオダートはこうも語っている。「(彼らの音楽は)これまでに無かったものだ。ここブラジルにはたくさんの良いグループが存在するが、こんなアイデアを出してくる者は誰一人居なかった。彼らこそ第一人者だ。とても(音楽として)調和が取れているよ、それも知的に、ロックとフィットしてるんだ。 そして彼らは一人一人が素晴らしいミュージシャンで、何も問題は見受けられなかった。それぞれが自分の仕事を、見事にやってのけたよ。」 またHuaskaは、「Chega de Saudade(邦題：想いあふれて)」の名で多くの人に親しまれているボサノヴァの名曲を、メタルと融合せしめた。以下動画にて、エルザ・ソアレス、エウミール・デオダート、アデール・ダオフェンバッハ(プロデューサー)らの、当アルバムへのコメントを確認できる。 
現在Huaskaはブラジル国内をツアーしつつ、4枚目のスタジオアルバムを作成している。 また、W杯が終了した後、バンドは初のヨーロッパツアーを予定している。彼らの「ボッサ・メタル」を、ロック界の新しい動き・物事を高く評価する人々のもとへ届けるために。 Huaskaの「Samba de Preto (mp3版)」はAmazonベストセラーのロックカテゴリーにランクイン中。 